# Сторожевое (Джанкойский район)
Сторожево́е (до 1962 года Катанай, Кат; укр. Сторожеве, крымскотат. Qat, Къат) — исчезнувшее село в Джанкойском районе Республики Крым, располагавшееся на севере района, в степной части Крыма, на берегу одного из заливов Сиваша, примерно в 7 км к северо-западу от современного села Рюмшино.

### Динамика численности населения
- 1805 год — 27 чел.[5]
- 1892 год — 0 чел.[6]
- 1900 год — 13 чел.[7]
- 1915 год — 7/15 чел.[8][9]
- 1926 год — 49 чел.[10]

## История
Первое документальное упоминание села встречается в Камеральном Описании Крыма… 1784 года, судя по которому, в последний период Крымского ханства Кат входил в Сакал кадылык Перекопского каймаканства.
После присоединения Крыма к России (8) 19 апреля 1783 года, (8) 19 февраля 1784 года, именным указом Екатерины II сенату, на территории бывшего Крымского Ханства была образована Таврическая область и деревня была приписана к Перекопскому уезду. После Павловских реформ, с 1796 по 1802 год, входила в Перекопский уезд Новороссийской губернии. По новому административному делению, после создания 8 (20) октября 1802 года Таврической губернии, Кат был включён в состав Джанайской волости Перекопского уезда.
По Ведомости о всех селениях в Перекопском уезде состоящих с показанием в которой волости сколько числом дворов и душ… от 21 октября 1805 года в деревне Ката числилось 5 дворов и 27 жителей крымских татар. На военно-топографической карте генерал-майора Мухина 1817 года деревня Кат обозначена с 4 дворами. После реформы волостного деления 1829 года Кат, согласно «Ведомости о казённых волостях Таврической губернии 1829 года», остался в составе Джанайской волости. На карте 1836 года в деревне 6 дворов, а на карте 1842 года Кат обозначен условным знаком «малая деревня», то есть, менее 5 дворов.
В 1860-х годах, после земской реформы Александра II, деревню включили в состав Бурлак-Таминской волости. По обследованиям профессора А. Н. Козловского начала 1860-х годов, в селении «… нет колодцев, а только копани с глубиною 7—8 саженей» (14—16 м), вода в которых бывала не постоянно (копань — выкопанная на месте с близким залеганием грунтовых вод яма).
На карте Шуберта 1865—1876 года в деревне Кат обозначено 2 двора. Согласно «Памятной книжке Таврической губернии за 1867 год», деревня Кат стояла покинутая, ввиду эмиграции крымских татар, особенно массовой после Крымской войны 1853—1856 годов, в Турцию и в доступных источниках второй половины XIX века не встречается.
После земской реформы 1890 года Кат отнесли к Богемской волости.
В «…Памятной книжке Таврической губернии на 1892 год» в сведениях о Богемской волости никаких данных о деревне, кроме названия, не приведено. По «…Памятной книжке Таврической губернии на 1900 год» на хуторе Кат числилось 13 жителей в 1 дворе. По Статистическому справочнику Таврической губернии. Ч.II-я. Статистический очерк, выпуск пятый Перекопский уезд, 1915 год, в экономии Кат (Гепферта) Богемской волости Перекопского уезда числился 1 двор с немецким населением в количестве 7 человек приписных жителей и 15 — «посторонних».
После установления в Крыму Советской власти, по постановлению Крымревкома от 8 января 1921 года № 206 «Об изменении административных границ» была упразднена волостная система и в составе Джанкойского уезда был создан Джанкойский район. В 1922 году уезды преобразовали в округа. 11 октября 1923 года, согласно постановлению ВЦИК, в административное деление Крымской АССР были внесены изменения, в результате которых округа были ликвидированы, основной административной единицей стал Джанкойский район и село включили в его состав. Согласно Списку населённых пунктов Крымской АССР по Всесоюзной переписи 17 декабря 1926 года, в селе Кат, в составе упразднённого к 1940 году Тереклынского сельсовета Джанкойского района, числилось 13 дворов, все крестьянские, население составляло 49 человек, из них 47 украинцев, 1 русский и 1 немец.
В 1944 году, после освобождения Крыма от фашистов, 12 августа 1944 года было принято постановление № ГОКО-6372с «О переселении колхозников в районы Крыма» и в сентябре 1944 года в район приехали первые новоселы (27 семей) из Каменец-Подольской и Киевской областей, а в начале 1950-х годов последовала вторая волна переселенцев из различных областей Украины. С 25 июня 1946 года селение в составе Крымской области РСФСР, а 26 апреля 1954 года Крымская область была передана из состава РСФСР в состав УССР. До 1960 года посёлок Катанай переименован в посёлок Сторожевое и к 1960 же году ликвидирован, поскольку в «Справочнике административно-территориального деления Крымской области на 15 июня 1960 года» селение уже не значилось (согласно справочнику «Крымская область. Административно-территориальное деление на 1 января 1968 года» — в период с 1954 по 1968 годы).